# Juan Morales Rizo
Juan Morales Rizo, (Cornellá de Llobregat, Barcelona, 21 de enero de 1966) es un exjugador de baloncesto español. Con 1.92 de estatura, su puesto natural en la cancha era el de escolta. Aunque tuvo una carrera modesta, fue capaz de transformar 9 triples en un partido de acb cuando vestía la camiseta del Club Bàsquet Llíria.

## Trayectoria
- Real Club Deportivo Español (1985-1986)
- Sant Cugat (1986-1987)
- Club Baloncesto Santa Coloma (1987-1988)
- Valencia Basket (1988-1989)
- Club Bàsquet Llíria (1989-1990)
- Valencia Basket (1990-1991)
- Club Bàsquet Llíria (1991-1993)
- Gandía Basket Athletic (1993-1994)
- Club Baloncesto Peñas Huesca (1994-1995)